# Elk Island (ancienne circonscription fédérale)
Pour les articles homonymes, voir Elk Island.
Elk Island fut une circonscription électorale fédérale de l'Alberta, représentée de 1988 à 2004.
La circonscription d'Elk Island a été créée en 1987 avec des parties de Pembina et de Vegreville. Abolie en 2003, elle fut redistribuée parmi Edmonton—Sherwood Park, Vegreville—Wainwright et Westlock—St. Paul.

## Députés
1. 1988-1993 — Brian O'Kurley, PC
2. 1993-2004 — Ken Epp, PR (1997-2000), AC (2000-2003) & PCC (2003-2004)

- AC = Alliance canadienne
- PC = Parti progressiste-conservateur
- PCC = Parti conservateur du Canada
- PR = Parti réformiste du Canada